# Tomás Collazo Tejada
Tomás Collazo Tejada (Santiago de Cuba, Cuba, 15 de agosto de 1866 - La Habana, Cuba, 30 de marzo de 1924) fue un militar y diplomático cubano.

## Orígenes y primeros años
Tomás Collazo Tejada nació en Santiago de Cuba, Cuba, el 15 de agosto de 1866. Hijo de Don Tomás y Doña Rosa, naturales de Santiago, pertenecían a familias bien arraigadas en la sociedad oriental.
El 10 de octubre de 1868, ocurrió el Grito de Yara, el estallido de la Guerra de los Diez Años (1868-1878), primera guerra por la independencia de Cuba.
El hermano mayor de Tomás, Enrique Collazo Tejada, se levantó en armas, como muchos otros cubanos. Sin embargo, el pequeño Tomás era todavía un niño y no pudo participar en la guerra. Su hermano Enrique terminó la guerra, en febrero de 1878, con grados de Comandante. Otro de sus hermanos, Guillermo Collazo Tejada, fue un destacado pintor.
En la medida que iba creciendo, Tomás se fue involucrando en las conspiraciones independentistas cubanas. Su hermano Enrique, que en un primer momento se había unido al Partido Liberal Autonomista (de marcado carácter anti-independentista), abandonó dicho partido para unirse nuevamente a los que conspiraban por la independencia de Cuba.

## Guerra Necesaria
Finalmente, el 24 de febrero de 1895, estalló la Guerra Necesaria (1895-1898), tercera guerra por la independencia de Cuba.
Ya en plena guerra, Tomás regresó a Cuba, en la expedición del Vapor “Horsa”, comandada por Francisco Carrillo Morales y José María Aguirre Valdés. Desembarcaron cerca de Santiago de Cuba, el 17 de noviembre de 1895.
Luego de un tiempo, marchó nuevamente al extranjero y regresó en la expedición del Vapor “Bermuda”. Dicha expedición, comandada por el Mayor general Calixto García, desembarcó cerca de Baracoa, el 24 de marzo de 1896.
Fue encargado por el gobierno de la República de Cuba en Armas de organizar nuevas expediciones para apoyar la guerra y reforzar a las tropas cubanas desde el exterior.
A mediados de 1897, fue designado Jefe del Estado Mayor del General Calixto García, en Oriente. Pocos meses después, fue ascendido a Coronel.
Resultó ascendido a General de Brigada (Brigadier), en agosto de 1898, mes en que terminó la guerra. Se licenció poco después.

## Últimos años y muerte
Tras el establecimiento de la República, Tomás fungió como embajador de Cuba en Francia, mientras que su hermano Enrique se dedicó al oficio de historiador.
El Brigadier Tomás Collazo Tejada, falleció de causas naturales, en La Habana, el 30 de marzo de 1924, a los 57 años de edad.